# الاستعمار الإسكتلندي للأمريكيتين

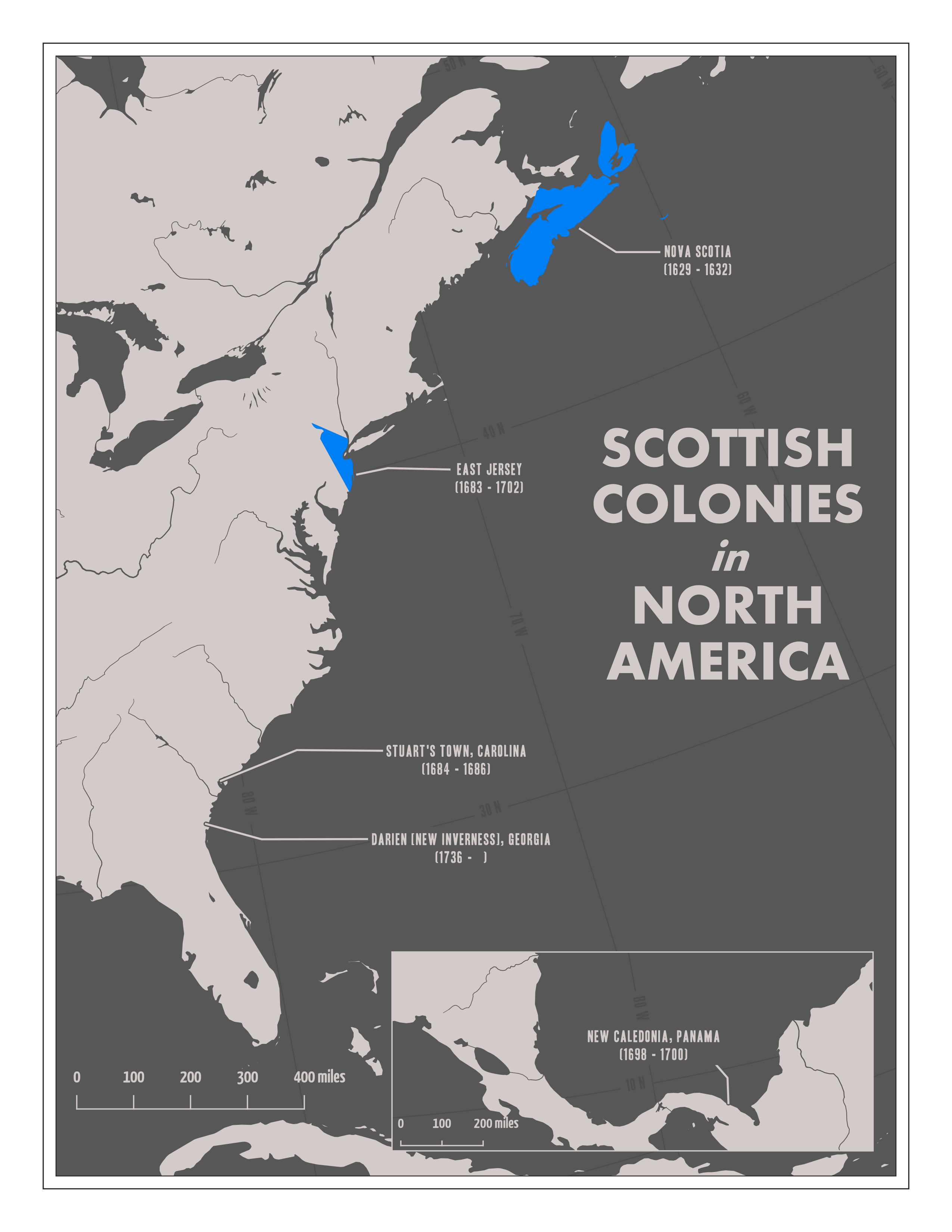

كان الاستعمار الإسكتلندي للأمريكيتين عبارة عن عدد من المستوطنات الإسكتلندية المنهارة أو المتروكة في شمال أميركا؛ مستعمرة في دارين في برزخ بنما؛ وعدد من المستوطنات الإسكتلندية بالكامل أو بمعظمها والتي تأسست بعد قانوني الاتحاد 1707، وتلك التي تأسست إثر إعادة الاستيطان القسرية بعد معركة كلودين وعمليات إخلاء المرتفعات الإسكتلندية.

## نوفا سكوشيا (1621)
كانت نوفا سكوشيا أول مستوطنة إسكتلندية موثقة في الأمريكيتين وذلك عام 1629. في 29 سبتمبر 1621، منح جيمس السادس ملك إسكتلندا ميثاقًا إلى السير ويليام ألكسندر لتأسيس مستعمرة. بين عامي 1622 و1628، أطلق السير ويليام أربع محاولات لإرسال مستعمرين إلى نوفا سكوشيا؛ فشلت جميعها لأسباب متعددة. في النهاية، تحقق احتلال ناجح لنوفا سكوشيا عام 1629. جعل ميثاق المستعمرة، قانونيًا، نوفا سكوشيا (المحددة بأنها كل الأراضي الممتدة بين نيوفاوندلاند ونيوإنجلاند؛ أي، الماريتيم الكندي) جزءًا من أرض إسكتلندا؛ استُخدم هذا الأمر لاحقًا للالتفاف على قوانين الملاحة الإنجليزية.
بسبب الصعوبات في الحصول على عدد كاف من المهاجرين المؤهلين، شكل جيمس السادس في عام 1624 مستوى جديد من البارونية؛ يُقبل الانضمام إلى هذا المستوى من خلال إرسال ستة عمال أو حرفيين، مسلحين جيدًا ومكسيين ومزودين بالمؤون لسنتين، إلى نوفا سكوشيا، أو من خلال دفع 3,000 مركية إلى ويليام ألكسندر. لستة أشهر، لم يأخذ أحد هذا العرض، حتى أجبر جيمس أحدهم بأخذ الخطوة الأولى. في عام 1627، كان هناك إقبال أوسع على البارونية، وبالتالي وجود مستوطنين للذهاب إلى نوفا سكوشيا.
خلال الحرب الإنجليزية - الفرنسية، تحت حكم تشارلز الأول، وبحلول عام 1629 أخذ الكيركيون مدينة كيبك، وأسس السير جيمس ستيوارت، لورد أوشيلتري مستعمرةً في بالين على جزيرة كيب بريتون في نوفا سكوشيا، وأسس ابن ألكسندر، ويليام ألكسندر، إيرل ستيرلنغ الأول التجسيد الأول «لإسكتلندا الجديدة» في بورت رويال، نوفا سكوشيا. لم يكن الاستمرار مقدرًا لمجموعة الانتصارات البريطانية التي جعلت من كيب سابل الحيازة الفرنسية الكبرى الوحيدة على أرض نوفا سكوشيا. عنى استعجال تشارلز الأول في صنع السلام مع فرنسا بناءً على الشروط الأكثر نفعًا له، أن المكاسب الجديدة في أمريكا الشمالية ستُساوم في معاهدة سوزا ومعاهدة سان جيرمان آن ليه. أُجبر الإسكتلنديون على ترك مستعمرة نوفا سكوشيا في مهدها. أعاد الفرنسيون على يد آيزاك دي رازلي احتلال نوفا سكوشيا (أكاديا) عام 1632، مؤسسين عاصمتهم الجديدة في لاهاف. إثر وفاة رازلي، نقل مساعده تشارلز دي مينو دولناي العاصمة إلى مستوطنة حصن تشارلز الإسكتلندية القديمة وأعاد تسميتها بورت رويال. (وهي ليست نفس بورت رويال التي أسسها الفرنسيون عام 1605).
خلال الوقت التي أصبحت فيه نوفا سكوشيا مستعمرة إسكتلندية لفترة قصيرة، كان هناك ثلاث معارك دائرة بين الإسكتلنديين والفرنسيين: واحدة في سانت جون؛ وثانية في جزيرة كيب سابل؛ وثالثة في بالين، نوفا سكوشيا.

### كايب بريتون (1625)
في عام 1625 أُعطي ميثاقٌ من قِبل جيمس السادس من أجل تأسيس مستوطنة  في كيب بريتون، نيو غالوي. على أي حال، لم تُستعمر هذه الأرض أبدًا ويُرجح سبب ذلك بالمشاكل القائمة حول مستوطنة نوفا سكوشيا.